# August Boeckh
Philipp August Boeckh (født 24. november 1785 i Karlsruhe, død 3. august 1867 i Berlin) var en tysk filolog, far til Richard Boeckh.
Boeckh var fra 1811 professor i Berlin. Hans betydning beror dels på den af ham opstillede opfattelse af den klassiske filologi som en omfattende erkendelse og fremstilling af oldtiden i dens totalitet, dels på en række betydelige videnskabelige arbejder. De vigtigste af disse er: Die Staatshaushaltung der Athener (1817; 3. udgave ved Max Fränkel, 1886), hvortil slutter sig Metrologische Untersuchungen (1838) og Urkunden über das Seewesen des attischen Staats (1840); udgaven af Pindar (1811-21, I-IV); Corpus inscriptionum Græcarum (1828-77, I-IV, afsluttet af Franz, Curtius, Kirchhoff og Röhl). Hans Kleine Schriften er udgivne af Ascherson, Bratuscheck og Eichholtz (1858-74, I-VII), og på grundlag af hans forelæsninger har Bratuscheck publiceret hans Encyklopädie und Methodologie der philologischen Wissenschaften (2. udgave 1886); hans brevveksling med Karl Otfried Müller udkom 1883. Boeckhs navn bærer den 1857 oprettede Boeckh-Stiftung, et stipendiefond for studerende af klassisk filologi ved Berlins Universitet.